# Chuan Likphai
Chuan Likphai (en thaï : ชวน หลึกภัย, prononcé : /t͡ɕʰūa̯n lìːk.pʰāj/) est un homme d'État thaïlandais né le 28 juillet 1938 à Trang.
Membre du Parti démocrate, il en devient le chef de 1991 à 2003. Il est membre de la Chambre des représentants depuis 1969, et en devient le président de 1986 à 1988 et de 2019 à 2023. Il est d'abord membre pour la 1re circonscription de Trang de 1969 à 2000 puis il est élu sur liste proportionnel depuis 2001.
Il a occupé de nombreuses fonctions ministérielles dans les années 1970 et 1980, et devient notamment vice-Premier ministre en 1988 dans le premier gouvernement de Chatchai Chunhawan.
Trois fois chef de l'opposition à la Chambre, il devient le 20e Premier ministre de 1992 à 1995, succédant à Anan Panyarachun, puis de 1997, à 2001, succédant à Chawalit Yongchaiyut, devenant ainsi la 3e personne issue du Parti démocrate à accéder à la fonction.

## Action politique régionale

### Conseil des libéraux et démocrates asiatiques
En 1993, lors de son premier mandat, Chuan Likphai, conjointement avec le président sud-coréen Kim Dae-Jung, donne l'impulsion pour la création du Conseil des libéraux et démocrates asiatiques (CLDA) dans le but d'établir une plateforme de dialogue et de coopération pour les partis de la région aux valeurs communes de tendance démocrate et libérale. 
Cette décision s'inscrit dans le début des années 90 à la sortie de la Guerre froide au niveau mondiale avec la dislocation de l'URSS et l'affaiblissement d'une partie significative du bloc communiste, dont le Cambodge voisin qui entamait une période de transition à la suite des accords de Paris.
Les changements géopolitiques en cours laissaient entrevoir un élargissement possible à moyen-long terme de l'Association des nations de l'Asie du Sud-Est (ANASE) dont la Thaïlande, un des états-membres fondateurs, demeurait la seule à partager l'essentiel de ses frontières avec des pays non-membresa .
a Jusqu'en 1997 et à l'exception de la Malaisie, aucun des pays voisins de la Thaïlande n'était membre de l'ANASE.